# Parque monumental Bernardo O'Higgins
El parque monumental Bernardo O'Higgins es un recinto ubicado en la comuna de Chillán Viejo de la ciudad de Chillán, Chile. El parque debe su nombre a Bernardo O'Higgins, dado que en dicho sitio se ubicó la casona donde nació y se crio y que fue demolida en 1930. El lugar alberga un centro cultural, un mausoleo con los restos de Isabel Riquelme y Rosita O'Higgins, madre y hermana del militar chileno, además de un mural que representa su vida, hecho por María Martner, declarado monumento nacional y el entorno de este mural fue declarado Zona Típica.

## Historia
La casona en que vivió la familia de Bernardo O'Higgins estaba ubicada en el sector Alto de la Horca de Chillán Viejo, correspondiente al sitio de la tercera fundación de la ciudad, fue demolida en 1930 y el terreno convertido en parque en 1957 a través de las gestiones de la "Fundación de Conmemoración Histórica Bernardo O'Higgins", presidida por don Alfonso Lagos Villar, quien fuera director del Diario La Discusión. Para ello se solicitó al arquitecto Carlos Martner que dirigiera la construcción de este sitio y a su hermana María Martner quien realizara una obra en la memoria de O'Higgins, un mosaico que fue inaugurado el 25 de febrero de 1973.

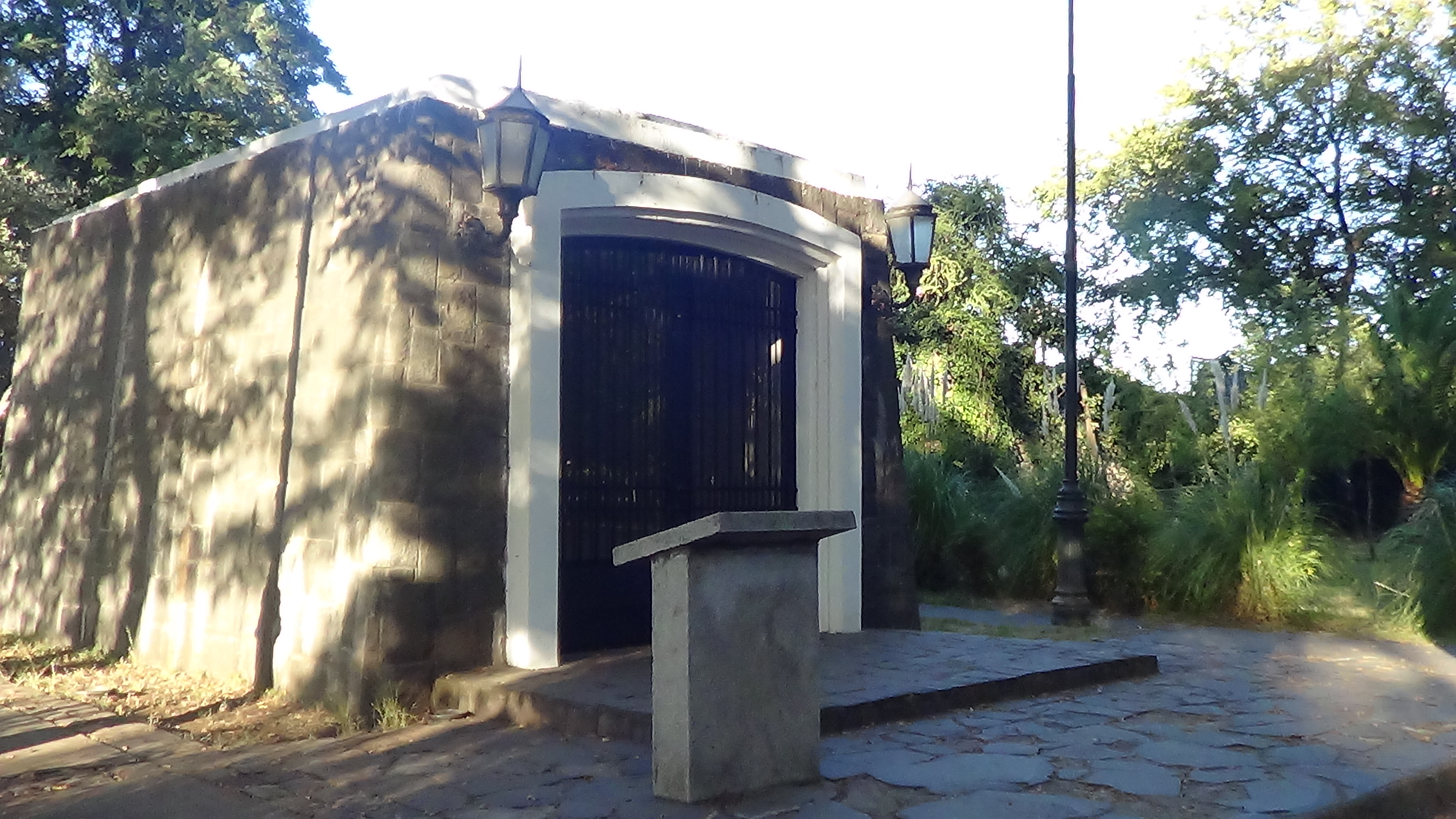
Mausoleo de Isabel Riquelme y Rosa Rodríguez
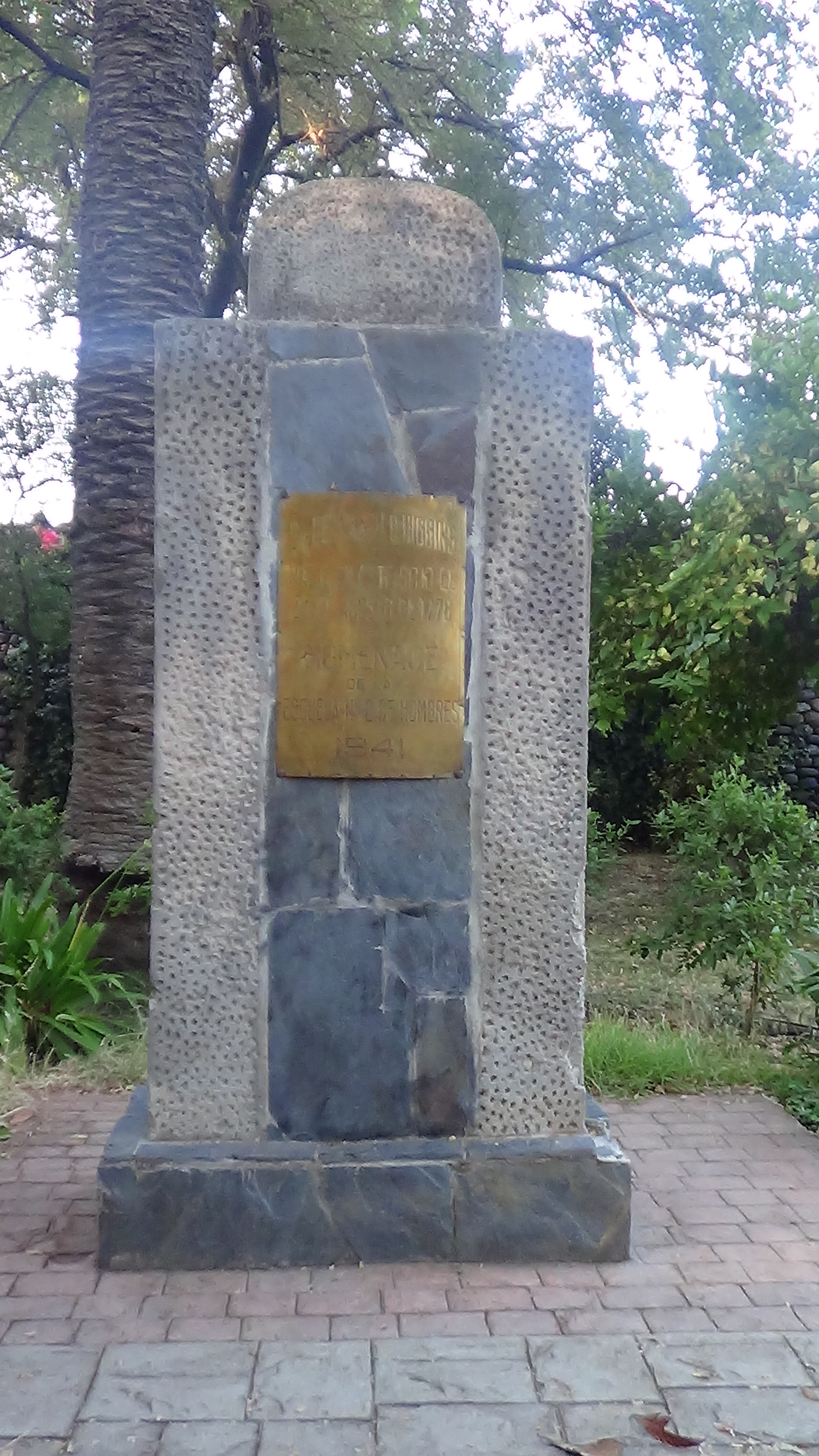
Monolito de lugar de nacimiento de Bernardo O'Higgins
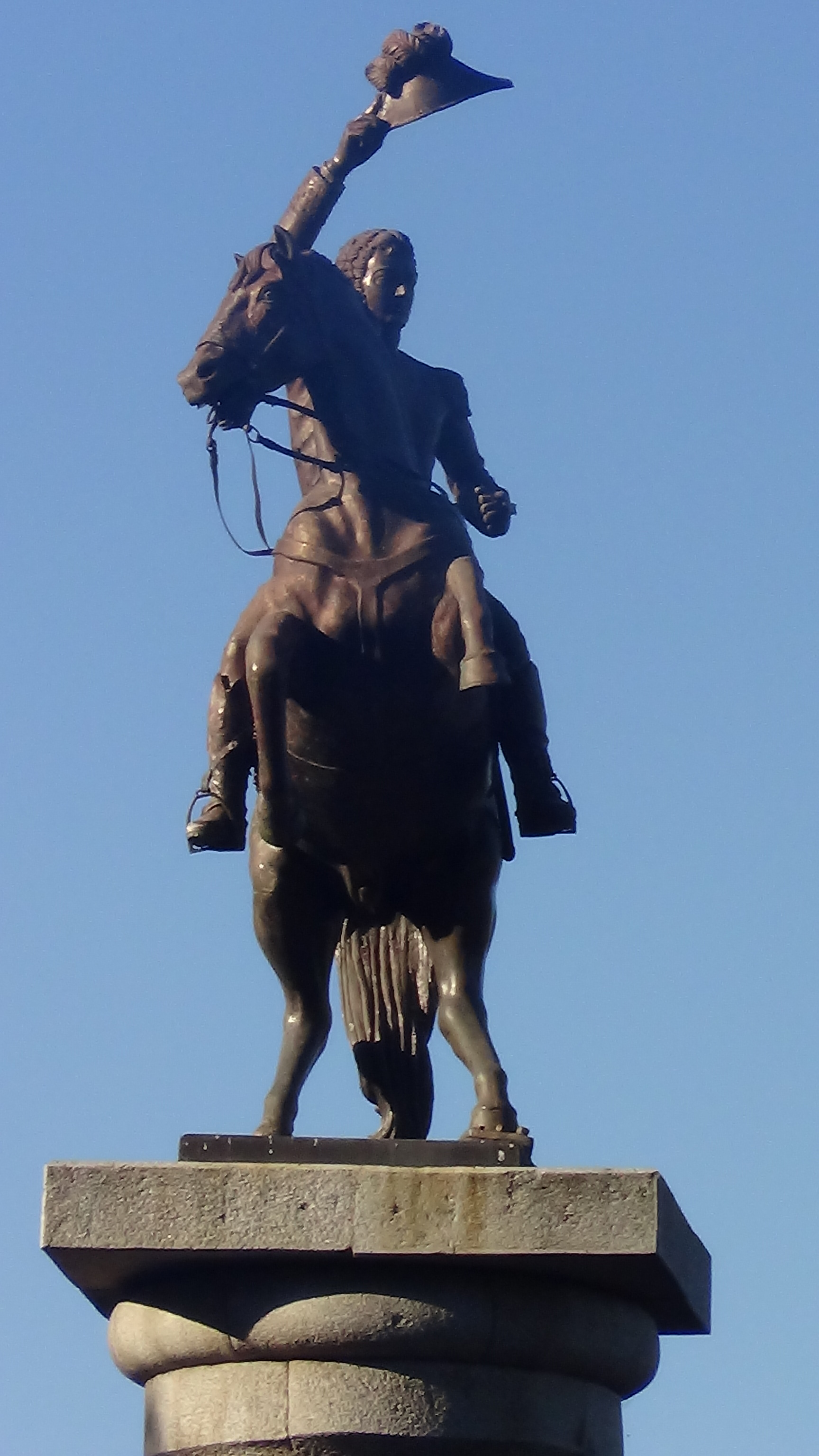
Estatua de Bernardo O'Higgins
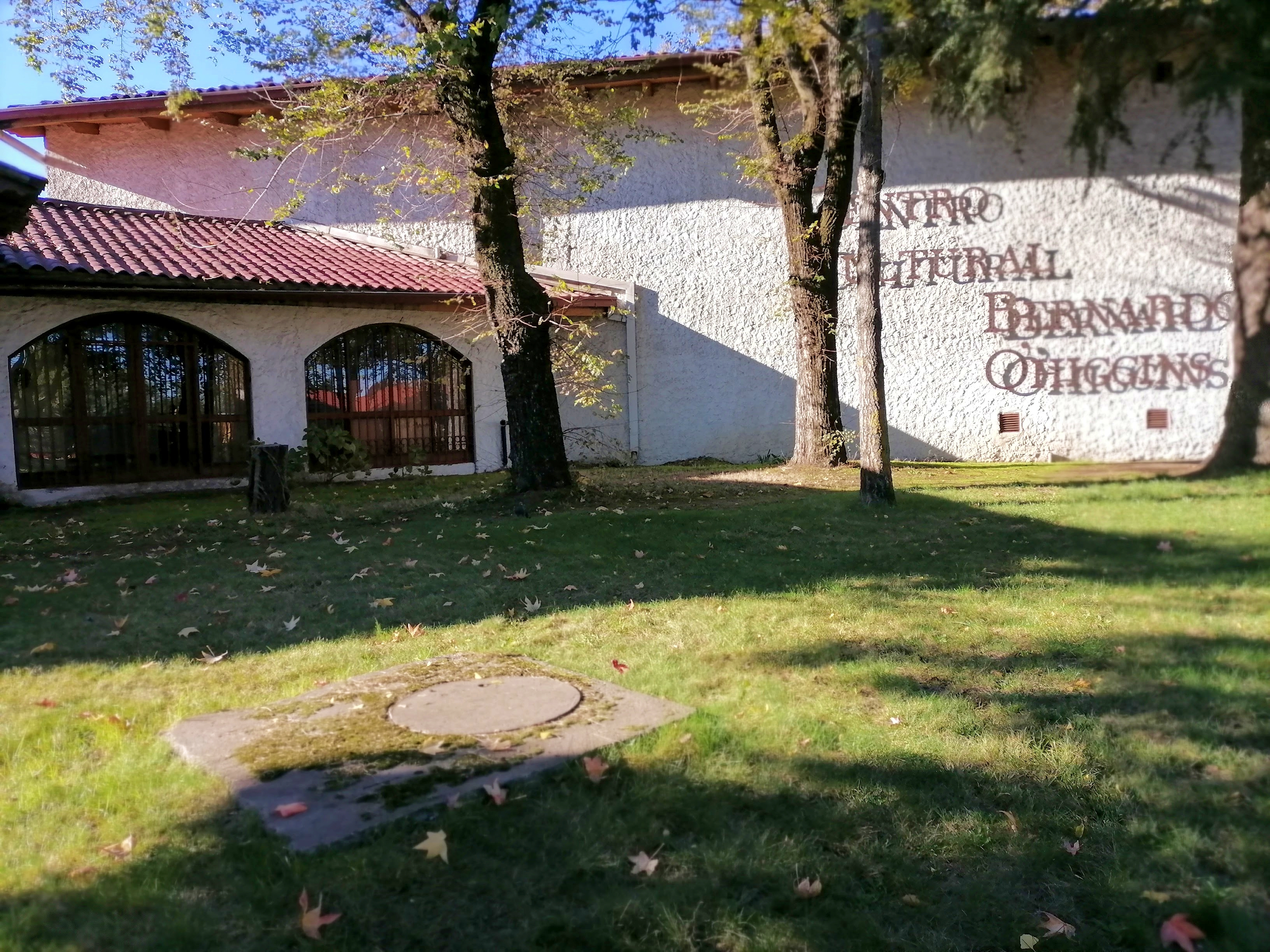
Centro Cultural Bernardo O'Higgins
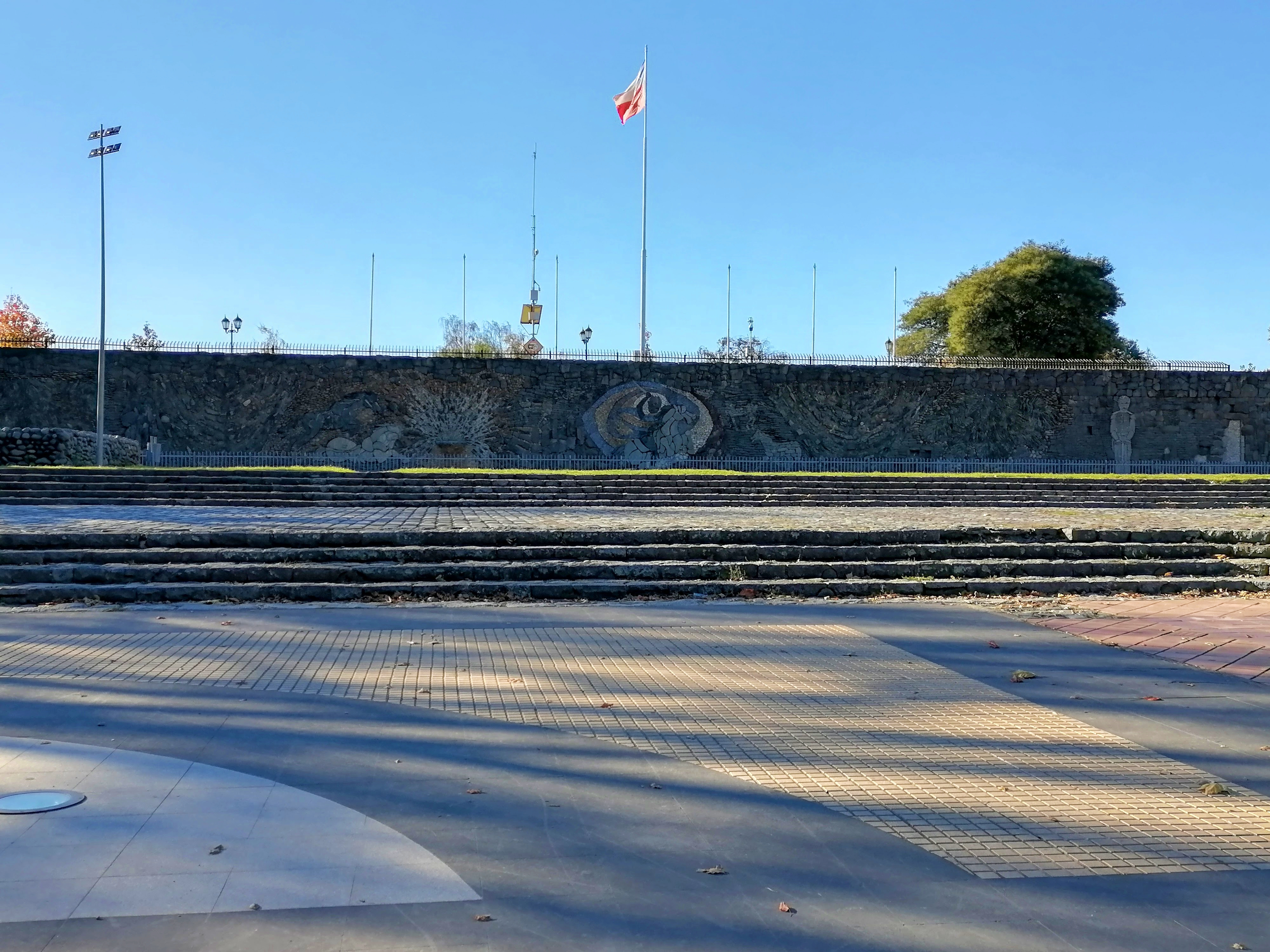
Mural de María Martner a Bernardo O'Higgins